# Alemania en los Juegos Europeos de Bakú 2015
Alemania participó en los Juegos Europeos de Bakú 2015 con una delegación de 266 deportistas. Responsable del equipo nacional fue la Confederación Deportiva Olímpica Alemana, así como las federaciones deportivas nacionales de cada deporte con participación.
El portador de la bandera en la ceremonia de apertura fue el gimnasta Fabian Hambüchen.

## Medallistas
El equipo de Alemania obtuvo las siguientes medallas:
| Nombre | Deporte               | Competición                  |
| --- | --------------------- | ---------------------------- |
| Oro |                       |                              |
| Fabian Hambüchen | Gimnasia artística    | Barra fija M                 |
| Martyna Trajdos | Judo                  | –63 kg F                     |
| Paul Hentschel | Natación              | 400 m libre M                |
| Julia Mrozinski | Natación              | 200 m mariposa F             |
| Maxine Wolters | Natación              | 200 m estilos F              |
| Max Hoff | Piragüismo            | K1 1000 m M                  |
| Max Hoff | Piragüismo            | K1 5000 m M                  |
| Sebastian Brendel | Piragüismo            | C1 1000 m M                  |
| Louisa Stawczynski Saskia Oettinghaus                                                                                     | Saltos                | Trampolín 3 m sincro. F      |
| Dimitrij Ovtcharov | Tenis de mesa         | Individual M                 |
| Han Ying Petrissa Solja Shan Xiaona                                                                                       | Tenis de mesa         | Equipo F                     |
| Henri Junghänel | Tiro                  | Rifle en pos. tendida 50 m M |
| Christian Reitz | Tiro                  | Pistola rápida 25 m M        |
| Christian Reitz Monika Karsch                                                                                             | Tiro                  | Pistola 10 m mixto           |
| Karina Winter | Tiro con arco         | Individual F                 |
| Equipo | Voleibol              | Torneo M                     |
| Plata |                       |                              |
| Fabian Hambüchen | Gimnasia artística    | Suelo M                      |
| Sophie Scheder | Gimnasia artística    | Asimétricas F                |
| Elisabeth Seitz Sophie Scheder Leah Grießer                                                                               | Gimnasia artística    | Equipo F                     |
| Laura Vargas-Koch | Judo                  | –70 kg F                     |
| Luise Malzahn | Judo                  | –78 kg F                     |
| Jasmin Külbs | Judo                  | +78 kg F                     |
| Szaundra Diedrich Franziska Konitz Mareen Kräh Luise Malzahn Miryam Roper Martyna Trajdos Laura Vargas-Koch Viola Wächter | Judo                  | Equipo F                     |
| Jonathan Horne | Karate                | Kumite +84 kg M              |
| Marcel Ewald | Lucha libre           | 57 kg M                      |
| Laura Kelsch | Natación              | 50 m braza F                 |
| Leonie Kullmann | Natación              | 400 m libre F                |
| Maxine Wolters | Natación              | 200 m espalda F              |
| Marek Ulrich | Natación              | 50 m espalda M               |
| Franziska Weber Conny Waßmuth Verena Hantl Tina Dietze                                                                    | Piragüismo            | K4 500 m F                   |
| Ronald Rauhe Tom Liebscher                                                                                                | Piragüismo            | K2 200 m M                   |
| Max Rendschmidt Marcus Groß                                                                                               | Piragüismo            | K2 1000 m M                  |
| Louisa Stawczynski | Saltos                | Trampolín 1 m F              |
| Bronce |                       |                              |
| Dieter Domke | Bádminton             | Individual M                 |
| Raphael Beck Andreas Heinz                                                                                                | Bádminton             | Doble M                      |
| Raphael Beck Kira Kattenbeck                                                                                              | Bádminton             | Doble mixto                  |
| Hamza Touba | Boxeo                 | Mosca (–52 kg) M             |
| Azize Nimani | Boxeo                 | Gallo (–54 kg) F             |
| Kastriot Sopa | Boxeo                 | Superligero (–64 kg) M       |
| Tasheena Bugar | Boxeo                 | Ligero (–60 kg) F            |
| Sarah Scheurisch | Boxeo                 | Medio (–75 kg) F             |
| Björn Hübner Maximilian Kindler Richard Hübers Robin Schrödter                                                            | Esgrima               | Sable por equipos M          |
| Martin Gromowski Kyrylo Sonn                                                                                              | Gimnasia en trampolín | Sincronizado M               |
| Sebastian Seidl | Judo                  | –66 kg M                     |
| Mareen Kräh | Judo                  | –52 kg F                     |
| Miryam Roper | Judo                  | –57 kg F                     |
| Ramona Brussig | Judo                  | –57 kg (ciegos) F            |
| Szaundra Diedrich | Judo                  | –70 kg F                     |
| Alexander Wieczerzak | Judo                  | –81 kg M                     |
| Frank Stäbler | Lucha grecorromana    | 71 kg M                      |
| Ramsin Azizsir | Lucha grecorromana    | 85 kg M                      |
| Aline Focken | Lucha libre           | 69 kg F                      |
| Henning Mühlleitner | Natación              | 800 m libre M                |
| Marek Ulrich | Natación              | 100 m espalda M              |
| Leonie Kullmann | Natación              | 200 m libre F                |
| Maxine Wolters Leo Schmidt Johannes Tesch Katrin Gottwald                                                                 | Natación              | 4x100 m estilos mixto        |
| Alexander Lohmar Leonie Kullmann Katrin Gottwald Konstantin Walter                                                        | Natación              | 4x100 m libre mixto          |
| Paul Hentschel Henning Mühlleitner Konstantin Walter Moritz Brandt                                                        | Natación              | 4x200 m libre M              |
| Peter Kretschmer Michael Müller                                                                                           | Piragüismo            | C2 1000 m M                  |
| Saskia Oettinghaus | Saltos                | Trampolín 3 m F              |
| Elena Wassen | Saltos                | Plataforma 10 m F            |
| Frithjof Seidel Nico Herzog                                                                                               | Saltos                | Trampolín 3 m sincronizado M |
| Levent Tuncat | Taekwondo             | –58 kg M                     |
| Barbara Engleder | Tiro                  | Rifle 10 m F                 |
| Monika Karsch | Tiro                  | Pistola 25 m F               |
| Oliver Geis | Tiro                  | Pistola rápida 25 m M        |